# Neoscona penicillipes
Neoscona penicillipes är en spindelart som först beskrevs av Karsch 1879.  Neoscona penicillipes ingår i släktet Neoscona och familjen hjulspindlar. Inga underarter finns listade i Catalogue of Life.